# Lazzi
Lazzi (do italiano lazzo, no singular: "rotina" ou "piada") é uma ação cômica estruturada e muito bem ensaiada, usada na Commedia dell'arte e no teatro de feira. Compõe-se de toda forma de estrutura burlesca, seja jogo de palavras, ações e gestos grotescos para serem desenvolvidos nas farsas. Em geral os lazzi eram mais descrições de rotinas estabelecidas, não textos dialogados.
Este jogo teatral, apesar de possibilitar improvisações, era sempre muito bem ensaiado pela companhia. Nos circos há ainda esta estrutura de rotinas, e assim que um ator iniciava a rotina todos os outros deveriam segui-lo, o que exigia um grande trabalho de equipe. Em geral as personagens da Commedia dell' Arte, o Arlequim ou Zanni tinham um repertório de lazzis formado por sua longa trajetória.
Os zanni da commedia dell'arte, que se apresentavam no Hôtel de Bourgogne, em Paris, e mesmo Molière utilizaram muito este procedimento em suas representações. Os lazzi chegaram até o teatro de variedades e mesmo o teatro de revista de Arthur Azevedo. Também aparecem no cinema mudo, no trabalho de comediantes como Charlie Chaplin, e também depois. No Brasil, foram utilizados por atores cômicos famosos, como Oscarito e Grande Otelo.